# José Luis Carrasco Gámiz
José Luis Carrasco Gámiz (Jaén, 27 d'abril de 1982) és un ciclista espanyol, ja retirat, que fou professional des del 2005 fins al 2008. En el seu palmarès destaca una victòria d'etapa a la Volta a Catalunya de 2008.

## Palmarès
- 2004
  - Vencedor d'una etapa de la Volta a Lleida
- 2005
  - Vencedor de la classificació de la muntanya de la Tirrena-Adriàtica
- 2008
  - Vencedor d'una etapa de la Volta a Catalunya

### Resultats al Giro d'Itàlia
- 2005. 90è de la classificació general
- 2006. 68è de la classificació general

### Resultats a la Volta a Espanya
- 2007. 82è de la classificació general
- 2008. 68è de la classificació general